# Maximiliano Meza
Maximiliano Eduardo Meza (født 15. december 1992 i Caá Catí, Argentina), er en argentinsk fodboldspiller (midtbane).
Meza spiller for Primera División Argentina-klubben Independiente, som han har repræsenteret siden 2016. Han har tidligere spillet for Gimnasia y Esgrima.

## Landshold
Meza debuterede for det argentinske landshold 27. marts 2018 i en venskabskamp mod Spanien. Han var en del af den argentinske trup til VM 2018 i Rusland.